# Cab Calloway
Cabell "Cab" Calloway III. (25. prosince 1907 Rochester, New York, USA – 18. listopadu 1994 Hockessin, Delaware, USA) byl americký jazzový zpěvák. Jeho orchestr byl jedním z nejpopulárnějších v 30. a 40. letech 20. století.
Objevil se ve filmu The Blues Brothers v roli Curtise, správce sirotčince, učitele Blues Brothers.